# Maria d’Este
Maria d’Este (ur. 8 grudnia 1644 w Modenie, zm. 20 sierpnia 1684 w Parmie) – księżniczka Modeny i poprzez małżeństwo księżna Parmy.
Urodziła się jako czwarta córka (ósme spośród dziewięciorga dzieci) księcia Modeny i Reggio Franciszka I oraz jego pierwszej żony księżnej Marii Katarzyny.
1 października 1668 w Modenie poślubiła swojego brata ciotecznego, dwukrotnie owdowiałego – księcia Parmy i Piacenzy Ranuccio II Farnese, zostając jego trzecią żoną (drugą była starsza siostra Marii Izabela). Para miała dziewięcioro dzieci:
- księżniczkę Izabelę (1668–1718),
- księżniczkę Wiktorię (1669–1671),
- syna (1671-1671)
- księżniczkę Wiktorię (1672–1672)
- księżniczkę Katarzynę (1672-1672)
- syna (1674–1674)
- księżniczkę Eleonorę (1675–1675)
- Franciszka (1678–1727), kolejnego księcia Parmy i Piacenzy
- Antoniego (1679–1731), również przyszłego księcia Parmy i Piacenzy